# Psalm 1

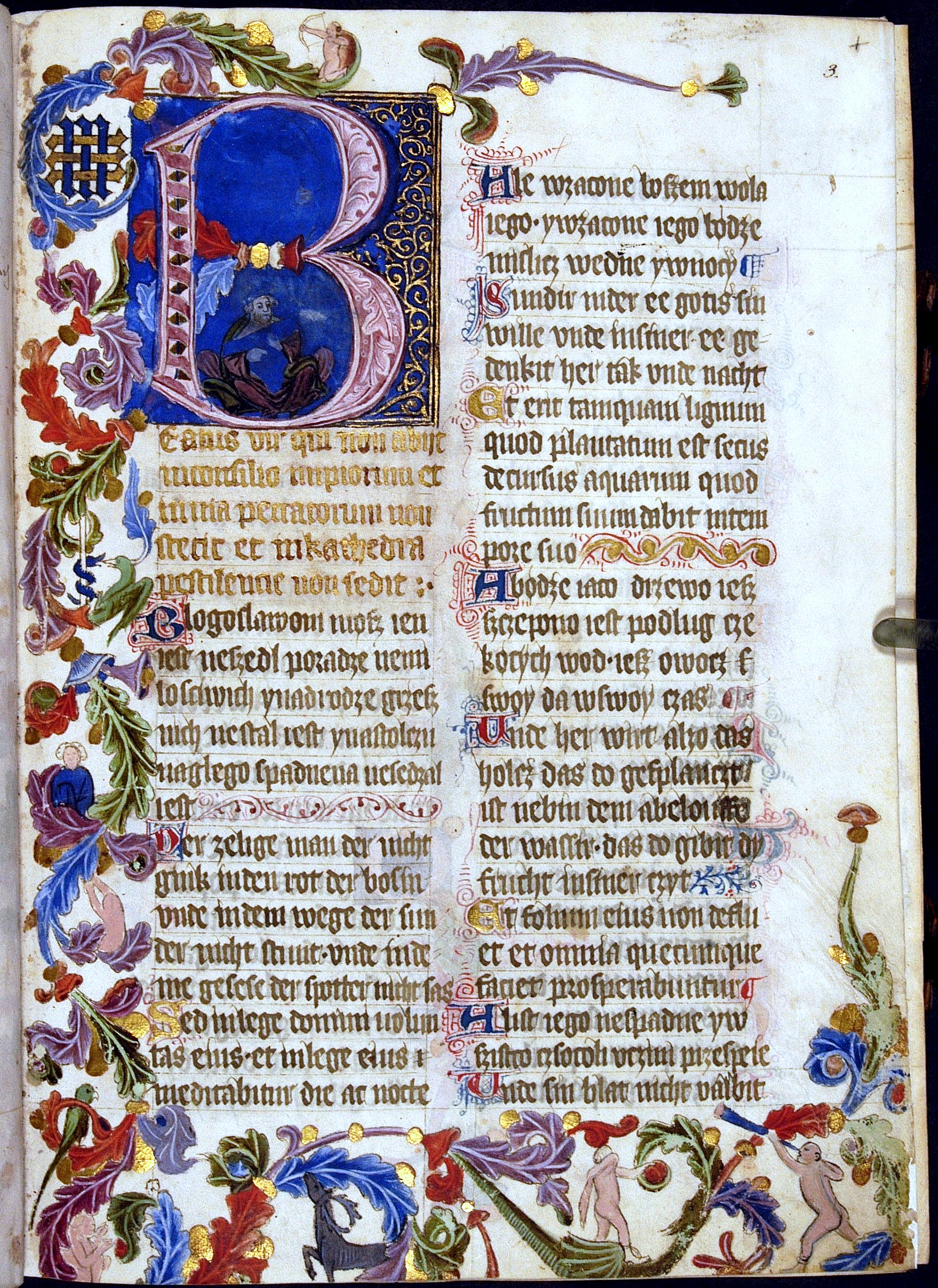
Psalm 1 w Psałterzu floriańskim

Psalm 1 – utwór otwierający biblijną Księgę Psalmów. Ma on charakter mądrościowy i razem z Psalmem 2 wprowadza w tematykę całego Psałterza.

## Czas powstania
Czas i okoliczności powstania Psalmu 1 nie jest ustalony jednoznacznie. Psalm 1 powstał prawdopodobnie po okresie niewoli, o czym świadczyć ma pełne emfazy wywyższenie Prawa. Jednak podobne treści zawiera np. już wcześniejsza Księga Jeremiasza: Jr 17,5-8.

## Treść i teologia

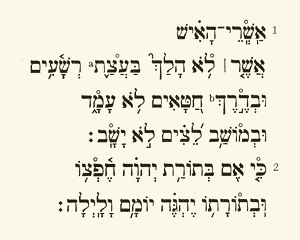
Hebrajski tekst pierwszych dwóch wersetów Psalmu 1

Psalm 1 podejmuje temat dwóch dróg życia: sprawiedliwych i grzeszników. Tym dwóm drogom odpowiadają dwie części: pierwsza o szczęśliwym życiu ludzi sprawiedliwych, a druga o nieszczęśliwym życiu grzeszników. Szczególnie istotny jest pierwszy wiersz psalmu:

Szczęśliwy mąż,
który nie postępuje za radą bezbożnych,
ani nie staje na drodze grzeszników,
ani też nie zasiada na zebraniach szyderców.

Stanowi on opis trzech stopni wchodzenia na drogę grzechu: poprzez słuchanie złych rad, naśladowanie sposobu postępowania, a ostatecznie dołączanie do tych, którzy złych rad udzielają. Określenie „Szczęśliwy”, było w tradycyjnych przekładach Biblii tłumaczone jako "błogosławiony" i nawiązywało bezpośrednio do ośmiu błogosławieństw ewangelicznych.
Ideałem do którego ma dążyć człowiek sprawiedliwy jest życie zgodne z zasadami moralnymi wynikającymi z Prawa Mojżeszowego, czyli Tory. Takie postępowanie prowadzi do wiecznego szczęścia, a chodzenie drogami grzeszników – do kary. Dyskutowane jest znaczenie wersu 5: „Przeto nie ostoją się bezbożni na sądzie [...]”. W Starym Testamencie nie było jeszcze nauki o sądzie ostatecznym, prawdopodobnie chodzi więc tutaj o karę w życiu doczesnym.
Chrześcijańska egzegeza widzi w Psalmie 1 zapowiedź nauki Jezusa o drodze i bramie prowadzącej do życia (np. Mt 7,13); zaś Jezus pełniący wolę swojego ojca ma być wzorem człowieka sprawiedliwego, który postępuje zgodnie z zaleceniami Psalmu 1.